# Margit Knutsson
Margit Knutsson, född 1959, är en svensk jurist.
Margit Knutsson avlade juris kandidatexamen 1984 och utnämndes till kammarrättsassessor i Kammarrätten i Sundsvall 1990. Hon var utredningssekreterare vid Justitiedepartementet 1992–1996, sekreterare i Redovisningskommittén 1992–1996, jurist vid Sveriges Industriförbund 1996–2001 och chefsrådman vid Länsrätten i Stockholms län 2001–2004. Hon utnämndes av regeringen den 4 augusti 2005 till regeringsråd.